# Mallochohelea texensis
Mallochohelea texensis är en tvåvingeart som beskrevs av Wirth 1962. Mallochohelea texensis ingår i släktet Mallochohelea och familjen svidknott.
Artens utbredningsområde är Texas. Inga underarter finns listade i Catalogue of Life.